# Lliga iugoslava de bàsquet
La lliga iugoslava de bàsquet, en serbo-croat Jugoslavija Liga, va ser la màxima competició basquetbolística que es disputà a l'antiga República Federal Socialista de Iugoslàvia.
Amb la desintegració de Iugoslàvia, la competició es mantingué però només amb representants de Sèrbia i Montenegro. Per a més informació d'aquesta lliga vegeu l'article: lliga serbo-montenegrina de bàsquet.

## Historial
| - 1945: Exèrcit de Iugoslàvia - 1946: Crvena zvezda - 1947: Crvena zvezda - 1948: Crvena zvezda - 1949: Crvena zvezda - 1950: Crvena zvezda - 1951: Crvena zvezda - 1952: Crvena zvezda - 1953: Crvena zvezda - 1954: Crvena zvezda - 1955: Crvena zvezda - 1956: Proleter Zrenjanin - 1957: AŠK Olimpija - 1958: OKK Beograd - 1959: AŠK Olimpija - 1960: OKK Beograd | - 1961: AŠK Olimpija - 1962: AŠK Olimpija - 1963: OKK Beograd - 1964: OKK Beograd - 1965: Zadar - 1966: AŠK Olimpija - 1967: Zadar - 1967–68: Zadar - 1968–69: Crvena zvezda - 1969–70: AŠK Olimpija - 1970–71: Jugoplastika - 1971–72: Crvena zvezda - 1972–73: Radnički Belgrad - 1973–74: Zadar - 1974–75: Zadar - 1975–76: Partizan | - 1976–77: Jugoplastika - 1977–78: Bosna - 1978–79: Partizan - 1979–80: Bosna - 1980–81: Partizan - 1981–82: Cibona - 1982–83: Bosna - 1983–84: Cibona - 1984–85: Cibona - 1985–86: Zadar - 1986–87: Partizan - 1987–88: Jugoplastika - 1988–89: Jugoplastika - 1989–90: Jugoplastika - 1990–91: POP 84 - 1991–92: Partizan |

## Palmarès
| Titles | Club                  | Years                                                                        |
| ------ | --------------------- | ---------------------------------------------------------------------------- |
| 12     | KK Crvena zvezda      | 1946, 1947, 1948, 1949, 1950, 1951, 1952, 1953, 1954, 1955, 1968–69, 1971–72 |
| 6      | KK Olimpija           | 1957, 1959, 1961, 1962, 1966, 1969–70                                        |
| 6      | KK Zadar              | 1965, 1967, 1967–68, 1973–74, 1974–75, 1985–86                               |
| 6      | KK Split              | 1970–71, 1976–77, 1987–88, 1988–89, 1989–90, 1990–91                         |
| 5      | KK Partizan           | 1975–76, 1978–79, 1980–81, 1986–87, 1991–92                                  |
| 4      | OKK Beograd           | 1958, 1960, 1963, 1964                                                       |
| 3      | KK Bosna              | 1977–78, 1979–80, 1982–83                                                    |
| 3      | KK Cibona             | 1981–82, 1983–84, 1984–85                                                    |
| 1      | Exèrcit de Iugoslàvia | 1945                                                                         |
| 1      | KK Proleter Zrenjanin | 1956                                                                         |
| 1      | BKK Radnički          | 1972–73                                                                      |